# Félix Borja
Félix Alexander „Canguro” Borja Valencia (ur. 2 kwietnia 1983 w San Lorenzo) – ekwadorski piłkarz występujący najczęściej na pozycji napastnika. Od grudnia 2015 posiada również obywatelstwo meksykańskie.

## Kariera klubowa
Borja jest wychowankiem klubu El Nacional. W jego barwach zadebiutował w 2001 roku w lidze ekwadorskiej w wieku 17 lat. W pierwszym sezonie gry strzelił 4 gole, a z Nacionalem wywalczył wicemistrzostwo kraju. W 2002 roku zadebiutował w Copa Libertadores, a grał już wtedy w pierwszym składzie drużyny i zajął z nią wówczas 3. miejsce w lidze. W 2003 roku znów zajął ze stołecznym klubem 3. pozycję, a w 2004 – 4. W sezonie 2005 w barwach Nacionalu został po raz pierwszy mistrzem kraju, a do tego zdobył 27 bramek w lidze.
Rok 2006 Borja rozpoczął w klubie z Quito (był liderem strzelców w Copa Libertadores), a latem przeszedł za 1,5 miliona euro do greckiego Olympiakosu Pireus. W Alpha Ethniki zadebiutował 19 sierpnia 2006 roku w wygranym 2:1 meczu ze Skodą Xanthi. 17 września 2006 roku w wygranym 2:1 pojedynku z OFI Kretą strzelił pierwszego gola w Alpha Ethniki. W 2007 roku zdobył z klubem mistrzostwo Grecji.
W 2007 roku Borja został wypożyczony do niemieckiego 1. FSV Mainz 05 z 2. Bundesligi. W 2008 roku został wykupiony przez Mainz z Olympiakosu. W 2009 roku awansował z zespołem do Bundesligi. Zadebiutował w niej 3 kwietnia 2010 roku w przegranym 0:2 spotkaniu z 1. FC Nürnberg. Przez 3,5 roku w barwach Mainz rozegrał w sumie 52 ligowe spotkania i zdobył 22 bramki.
W styczniu 2011 roku Borja został graczem meksykańskiego klubu Puebla. W lidze meksykańskiej zadebiutował 9 stycznia 2011 w zremisowanym 1:1 meczu z Guadalajarą, w którym zdobył także pierwszą bramkę dla Puebli. Podczas sezonu Clausura 2011 pojawił się na boisku łącznie 15 razy, zdobywając 6 bramek.
Latem 2011 Borja został zawodnikiem innego klubu z Meksyku, Pachuki.
| Sezon   | Klub            | Kraj              | Rozgrywki             | Mecze | Bramki |
| ------- | --------------- | ----------------- | --------------------- | ----- | ------ |
| 2001    | CD El Nacional  | Ekwador           | Serie A               | 9     | 4      |
| 2002    | CD El Nacional  | Ekwador           | Serie A               | 21    | 4      |
| 2003    | CD El Nacional  | Ekwador           | Serie A               | 11    | 6      |
| 2004    | CD El Nacional  | Ekwador           | Serie A               | 29    | 3      |
| 2005    | CD El Nacional  | Ekwador           | Serie A               | 49    | 26     |
| 2006    | CD El Nacional  | Ekwador           | Serie A               | 10    | 7      |
| 2006/07 | Olympiakos SFP  | Grecja            | Alpha Ethniki         | 23    | 5      |
| 2007/08 | 1. FSV Mainz 05 | Niemcy            | 2. Bundesliga         | 32    | 16     |
| 2008/09 | 1. FSV Mainz 05 | Niemcy            | 2. Bundesliga         | 19    | 6      |
| 2009/10 | 1. FSV Mainz 05 | Niemcy            | Bundesliga            | 1     | 0      |
| 2010/11 | Puebla FC       | Meksyk            | Liga MX               | 15    | 6      |
| 2011/12 | CF Pachuca      | Meksyk            | Liga MX               | 30    | 5      |
| 2012/13 | CF Pachuca      | Meksyk            | Liga MX               | 12    | 5      |
| 2012/13 | Puebla FC       | Meksyk            | Liga MX               | 14    | 7      |
| 2013/14 | Puebla FC       | Meksyk            | Liga MX               | 11    | 0      |
| 2014    | LDU Quito       | Ekwador           | Serie A               | 16    | 2      |
| 2014    | Chivas USA      | Stany Zjednoczone | MLS                   | 12    | 3      |
| 2015    | Mushuc Runa     | Ekwador           | Serie A               | 11    | 1      |
| 2015    | Real Garcilaso  | Peru              | Primera División      | 14    | 1      |
| 2015/16 | South China AA  | Hongkong          | First Division League | 5     | 0      |
| 2017    | CD El Nacional  | Ekwador           | Serie A               | 17    | 1      |

## Kariera reprezentacyjna
W reprezentacji Ekwadoru Borja zadebiutował 17 sierpnia 2005 roku w wygranym 3:1 spotkaniu z Wenezuelą. W 2006 roku został powołany przez selekcjonera Luisa Fernando Suáreza do kadry na Mistrzostwa Świata w Niemczech. Tam zagrał jedynie w przegranym 0:3 meczu z Niemcami, a z Ekwadorem dotarł do 1/8 finału. W 2007 roku znalazł się w kadrze Ekwadoru na Copa América, ale nie wyszedł ze swoją reprezentacją z grupy, zajmując w niej ostatnie 4. miejsce i przegrywając wszystkie 3 spotkania.